# Ral·li d'Indonèsia
El Ral·li d'Indonèsia (en anglès, Rally Indonesia) és el ral·li més important disputat a Indonèsia. Va formar part del Campionat Mundial de Ral·lis organitzat per la Federació Internacional d'Automobilisme (FIA) durant els anys 1996 i 1997.

## Guanyadors
A 31 de desembre de 2013
| Any                    | Nom                                             | Pilot             | Copilot           | Cotxe                            | Categoria     |
| ---------------------- | ----------------------------------------------- | ----------------- | ----------------- | -------------------------------- | ------------- |
| 1986                   | 11th Rally Indonesia / Trans Sumatra Rally      | Beng Soeswanto    | Adiguna Sutowo    | Ford Laser TX3                   | Internacional |
| 1987                   | 12th Rally Indonesia                            | John Bosch        | Kevin Gourmley    | Audi Quattro                     | Internacional |
| 1988                   | 13th Rally Indonesia                            | Beng Soeswanto    | Adiguna Sutowo    | Mitsubishi Lancer 1600 GSR       | Internacional |
| 1989                   | 14th Rally Indonesia                            | Ross Dunkerton    | Mej Zainuddin     | Mitsubishi Galant VR-4           | Internacional |
| 1990                   | 15th Rally Indonesia                            | Kenjiro Shinozuka | John Meadows      | Mitsubishi Galant VR-4           | Internacional |
| 1991                   | 16th Bank Utama Rally Indonesia                 | Ross Dunkerton    | Fred Gocentas     | Mitsubishi Galant VR-4           | Internacional |
| 1992                   | 17th Bentoel Rally Indonesia                    | Ross Dunkerton    | Fred Gocentas     | Mitsubishi Galant VR-4           | Internacional |
| 1993                   | 18th Bank Utama Rally Indonesia                 | Possum Bourne     | Rodger Freeth     | Subaru Legacy RS                 | Internacional |
| 1994                   | 19th Bank Utama Rally Indonesia                 | Kenneth Eriksson  | Staffan Parmander | Mitsubishi Lancer Evolution II   | WRC Candidate |
| 1995                   | 20th Bank Utama Rally Indonesia                 | Colin McRae       | Derek Ringer      | Subaru Impreza 555               | WRC Candidate |
| 1996                   | 21st Bank Utama Rally Indonesia                 | Carlos Sainz      | Luis Moya         | Ford Escort RS Cosworth          | WRC           |
| 1997                   | 22nd Rally Indonesia                            | Carlos Sainz      | Luis Moya         | Ford Escort WRC                  | WRC           |
| 1998-1999: No disputat |                                                 |                   |                   |                                  |               |
| 2000                   | Gudang Garam Rally Indonesia                    | Karamjit Singh    | Allen Oh          | Proton PERT                      | Nacional      |
| 2001                   | Gudang Garam Rally Indonesia                    | Chandra Alim      | Prihatim Kasiman  | Mitsubishi Lancer Evolution VI   | Nacional      |
| 2002                   | 25th Gudang Garam International Rally Indonesia | Rifat Sungkar     | Mohamad Herkusuma | Mitsubishi Lancer Evolution IV   | Nacional      |
| 2003                   | 26th Gudang Garam International Rally Indonesia | Rifat Sungkar     | Karel Hailatu     | Mitsubishi Lancer Evolution IV   | Nacional      |
| 2004                   | 27th Gudang Garam International Rally Indonesia | Hery Agung        | Hade Mboi         | Mitsubishi Lancer Evolution VI   | Nacional      |
| 2005                   | 28th Gudang Garam International Rally Indonesia | Jussi Välimäki    | Jarkko Kalliolepo | Mitsubishi Lancer Evolution VIII | APRC          |
| 2006                   | 29th Gudang Garam International Rally Indonesia | Toshihiro Arai    | Tony Sircombe     | Subaru Impreza WRX N12           | APRC          |
| 2007                   | 30th Gudang Garam International Rally Indonesia | Jussi Välimäki    | Jarkko Kalliolepo | Mitsubishi Lancer Evolution IX   | APRC          |
| 2008                   | 31st Gudang Garam International Rally Indonesia | Gaurav Singh Gill | Jagder Singh      | Mitsubishi Lancer Evolution IX   | APRC          |
| 2009                   | 32nd Gudang Garam International Rally Indonesia | Cody Crocker      | Ben Atkinson      | Mitsubishi Lancer Evolution IX   | APRC          |
| 2010-2012: No disputat |                                                 |                   |                   |                                  |               |
| 2013                   | Rally Indonesia                                 | Rizal Sungkar     | Endrue Fasa       | Mitsubishi Lancer Evolution X    | Nacional      |